# Грб Вологодске области
Грб Вологодске области је званични симбол једног од субјеката Руске федерације са статусом области — Вологодске области. Грб је званично усвојен 11. октобра 1995. године.

## Опис грба
Грб Вологодске области има облик француског штита, поље је црвене боје на коме се види десница рука сребрне боје у златној одори и која држи златну куглу шар и сребрни мач са златном дршком, постављени у процјепу.
У врху грба се налази руска империјска круна, која се претходно јављала на самом штиту али код губернијског грба некадашње Вологодске губерније.